# Babinec (Chorwacja)
Babinec – wieś w Chorwacji, w żupanii varażdińskiej, w gminie Cestica. W 2011 roku liczyła 575 mieszkańców.